# Chiara Conti
Pour les articles homonymes, voir Conti.
Chiara Conti, née le 18 juillet 1973 à Florence dans la région de la Toscane, est une actrice italienne.

## Biographie
Elle naît à Florence en 1973. Au début des années 1990, elle apparaît dans l'émission Non è la Rai (it). En 1995, elle participe à l'émission Bellissima (it), un concours de beauté organisé par la Fininvest et diffusé par la Rai pour faire concurrence au concours de Miss Italie, qu'elle remporte. Elle apparaît ensuite au théâtre, ou elle se forme avant de monter sur les planches sous la direction de Pietro Bartolini et de Nicola Zavagli.
Elle débute comme actrice au cinéma et à la télévision en 1999, avec un rôle de figuration dans le film fantastique Le Songe d'une nuit d'été (A Midsummer Night's Dream) de Michael Hoffman qui est tourné en Toscane et un rôle secondaire dans le téléfilm I.A.S. - Investigatore allo sbaraglio de Giorgio Molteni (it). L'année suivante, elle joue pour et avec Massimo Ceccherini dans la comédie Faccia di Picasso.
En 2001, elle donne la réplique à Roberto Herlitzka dans le drame L'ultima lezione de Fabio Rosi (it) consacré à la disparition mystérieuse de l'économiste italien Federico Caffè en 1987 et apparaît dans le film policier Gasoline (Benzina) de Monica Stambrini, avant de jouer l'année suivante dans le drame romain Le Sourire de ma mère (Il sorriso di mia madre) de Marco Bellocchio.
En 2004, dans le drame Il servo ungherese de Giorgio Molteni (it), elle est l'épouse ennuyée de Tomas Arana, un commandant de l'armée nazie en charge d'un camp d'exterminsation durant la Seconde Guerre mondiale et qui découvre par le biais d'un prisonnier cultive incarné par Andrea Renzi (it) l'art dégénéré, au point de douter de ces convictions. La même année, elle est à l'affiche du drame Promessa d'amore d'Ugo Fabrizio Giordani (it) et prend part au téléfilm Le cinque giornate di Milano de Carlo Lizzani qui a pour cadre la révolution des Cinq journées de Milan. Un an plus tard, elle partage l'affiche du thriller Aimez-vous Hitchcock ? (Ti piace Hitchcock?) de Dario Argento avec Elisabetta Rocchetti et Elio Germano et apparaît dans la mini-série Pope John Paul II de John Kent Harrison .
En 2006, elle joue le rôle principal dans le thriller H2Odio d'Alex Infascelli et incarne la femme de lettres allemande Bettina von Arnim dans le drame biographique Musikanten de Franco Battiato consacré à la vie du compositeur allemand Ludwig van Beethoven. A la télévision, elle est une jeune psychologue dans la mini-série E poi c'è Filippo de Maurizio Ponzi, avant d'être la mère de Fiona May dans la série télévisée à succès Butta la luna de Vittorio Sindoni, inspiré par le roman éponyme de la romancière Maria Venturi (it).
En 2007, elle tourne deux séries pour Vittorio Sindoni. Dans Le ragazze di San Frediano, une œuvre réalisé d'après le roman Les Filles de San Frediano de l'écrivain Vasco Pratolini, elle se voit courtiser par Giampaolo Morelli tandis que dans la deuxième saison d'Il capitano, une série policière, c'est elle qui tombe amoureuse de ce dernier. Au cinéma, elle est à l'affiche du drame Niente è come sembra de Franco Battiato, aux côtés de Giulio Brogi, Pamela Villoresi et Anna Maria Gherardi.
Après un rôle dans le premier film de Daniele Cascella en 2008, elle interprète l'année suivante le personnage de Clara Copperfield dans le téléfilm David Copperfield d'Ambrogio Lo Giudice (it), réalisé d'après le roman éponyme de Charles Dickens. Elle participe ensuite à la deuxième saison de la série à succès Butta la luna et apparaît dans quelques épisodes de la série La scelta di Laura d'Alessandro Piva.
En 2012, elle intègre le casting de la série policière Les Spécialistes : Rome (R.I.S. Roma – Delitti imperfetti) pour la troisième et dernière saison de cette série. Au cinéma, elle forme un délicat trio avec Alberto Gimignani (it) et Luca Lionello dans le drame sentimentale noir L'innocenza di Clara de Toni D'Angelo (it).
Elle enchaîne ensuite plusieurs apparitions comme invitée dans différentes séries télévisées italiennes, entrecoupé d'un passage au cinéma dans le drame Una gita a Roma de Karin Proia (it) en 2016.

## Filmographie

### Au cinéma
- 1999 : Le Songe d'une nuit d'été (A Midsummer Night's Dream) de Michael Hoffman
- 1999 : Stesso posto, stessa ora (court-métrage)
- 2000 : Faccia di Picasso de Massimo Ceccherini
- 2001 : Gasoline (Benzina) de Monica Stambrini
- 2001 : L'ultima lezione de Fabio Rosi (it)
- 2002 : Le Sourire de ma mère (Il sorriso di mia madre) de Marco Bellocchio
- 2004 : Il servo ungherese de Giorgio Molteni (it) et Massimo Piesco
- 2004 : Promessa d'amore d'Ugo Fabrizio Giordani (it)
- 2006 : H2Odio d'Alex Infascelli
- 2006 : Musikanten de Franco Battiato
- 2007 : Niente è come sembra de Franco Battiato
- 2008 : La Canarina assassinata de Daniele Cascella
- 2012 : L'innocenza di Clara de Toni D'Angelo (it)
- 2016 : Una gita a Roma de Karin Proia (it)

### A la télévision

#### Séries télévisées
- 2001 : Les Destins du Cœur (Incantesimo)
- 2004 : Le cinque giornate di Milano de Carlo Lizzani
- 2004 : Rome enquête criminelle (La omicidi) de Riccardo Milani
- 2005 : Pope John Paul II de John Kent Harrison
- 2006 – 2009 : Butta la luna de Vittorio Sindoni
- 2006 : E poi c'è Filippo de Maurizio Ponzi
- 2007 : Crimini, épisode Morte di un confidente des frères Manetti
- 2007 : Il capitano, saison deux, de Vittorio Sindoni
- 2007 : Le ragazze di San Frediano de Vittorio Sindoni
- 2009 : La scelta di Laura d'Alessandro Piva
- 2011 : Julia Corsi, commissaire (Distretto di polizia)
- 2012 : Les Spécialistes : Rome (R.I.S. Roma – Delitti imperfetti), saison trois
- 2015 : Rex, chien flic (Il Commissario Rex), épisode La Mante religieuse (I giorni della mantide)
- 2017 : Scomparsa de Fabrizio Costa, un épisode
- 2017 : 1993 de Giuseppe Gagliardi

#### Téléfilms
- 1999 : I.A.S. - Investigatore allo sbaraglio de Giorgio Molteni (it)
- 2001 : Onora il padre de Gianpaolo Tescari
- 2001 : Sarò il tuo giudice de Gianluigi Calderone
- 2005 : Aimez-vous Hitchcock ? (Ti piace Hitchcock?) de Dario Argento
- 2009 : David Copperfield d'Ambrogio Lo Giudice (it)
- 2013 : L'Ultimo Weekend de Domenico Raimondi
- 2014 : Un Angelo all'inferno de Bruno Gaburro